# Nino Rojas
Nino Flavio Rojas Sagal (Talca, Chile, 4 de abril de 1987) es un futbolista chileno. Juega de delantero en Independiente de Cauquenes.

## Trayectoria
El jugador de una extensa y dilatada trayectoria en el fútbol nacional, inició en las inferiores de Rangers y Cobreloa. En 2005 y con 18 años de edad fue enviado a Colchagua, de la Tercera División, donde comenzó su carrera como futbolista. A mediados de 2009, y tras jugar el primer semestre del año en Lota Schwager, fue fichado por un equipo de Primera División, Curicó Unido, pero la suerte no lo acompañó, Rojas solo jugó 2 partidos y al término del Clausura Curicó descendió.
Para el año 2011 firmó por Unión La Calera, club que venía de subir a Primera la temporada anterior, pero donde tuvo nefastos registros, jugó 13 partidos y no convirtió ningún gol. De ahí en más su carrera ha estado marcada por pasos poco duraderos e importantes en varios clubes de Primera B, tales como Deportes Copiapó, Deportes Puerto Montt, Deportes Concepción, Cobreloa (recién descendido a Primera B por primera vez en su historia) y Rangers, y un corto período en Alajuelense de Costa Rica, donde participó en 7 partidos y convirtió un gol.
En 2018 se transformó en nuevo jugador de San Marcos de Arica, que afronta su temporada en el Campeonato Loto de Primera B.

## Clubes
| Club                       | País       | Año       |
| -------------------------- | ---------- | --------- |
| Colchagua                  | Chile      | 2005-2006 |
| Deportes Linares           | Chile      | 2007      |
| Rangers                    | Chile      | 2008      |
| Lota Schwager              | Chile      | 2009      |
| Curicó Unido               | Chile      | 2010      |
| Unión La Calera            | Chile      | 2011      |
| Deportes Copiapó           | Chile      | 2012      |
| Deportes Puerto Montt      | Chile      | 2013-2014 |
| Deportes Concepción        | Chile      | 2014-2015 |
| Cobreloa                   | Chile      | 2015-2016 |
| Rangers                    | Chile      | 2016      |
| Alajuelense                | Costa Rica | 2017      |
| Rangers                    | Chile      | 2017      |
| San Marcos de Arica        | Chile      | 2017      |
| Santiago Morning           | Chile      | 2019      |
| Independiente de Cauquenes | Chile      | 2020-Act. |

## Palmarés
| Título           | Equipo           | Región | Año  |
| ---------------- | ---------------- | ------ | ---- |
| Segunda División | Deportes Copiapó | Chile  | 2012 |